# Alitosi uremica
Si definisce fetor uremicus o alitosi uremica un segno clinico che consiste in alito maleodorante con odore urinoso, presente talvolta in pazienti affetti da insufficienza renale acuta, ma soprattutto negli stadi finali (IV e V) dell'insufficienza renale cronica.

## Cause
L'aumento dell'urea plasmatica nei pazienti affetti da insufficienza renale determina un'aumentata conversione di quest'ultima in ammoniaca da parte dei batteri ureasi-positivi residenti nel cavo orale. Un'altra possibile causa è la presenza nella saliva di trimetilamina, un soluto uremico che si accumula in questa tipologia di pazienti.